# Rio Ongi
O rio Ongi (em mongol:  Онги гол) é um curso d'água perene, caracterizado como uma bacia endorreica sem saída para o mar. O rio passa pela cidade de Arvaikheer capital da província de Övörkhangay no centro de Mongólia. As suas águas desaguam no Lago Ulaan Nuur, um lago de sal seco sem saída no sul da Mongólia.

## Mineração

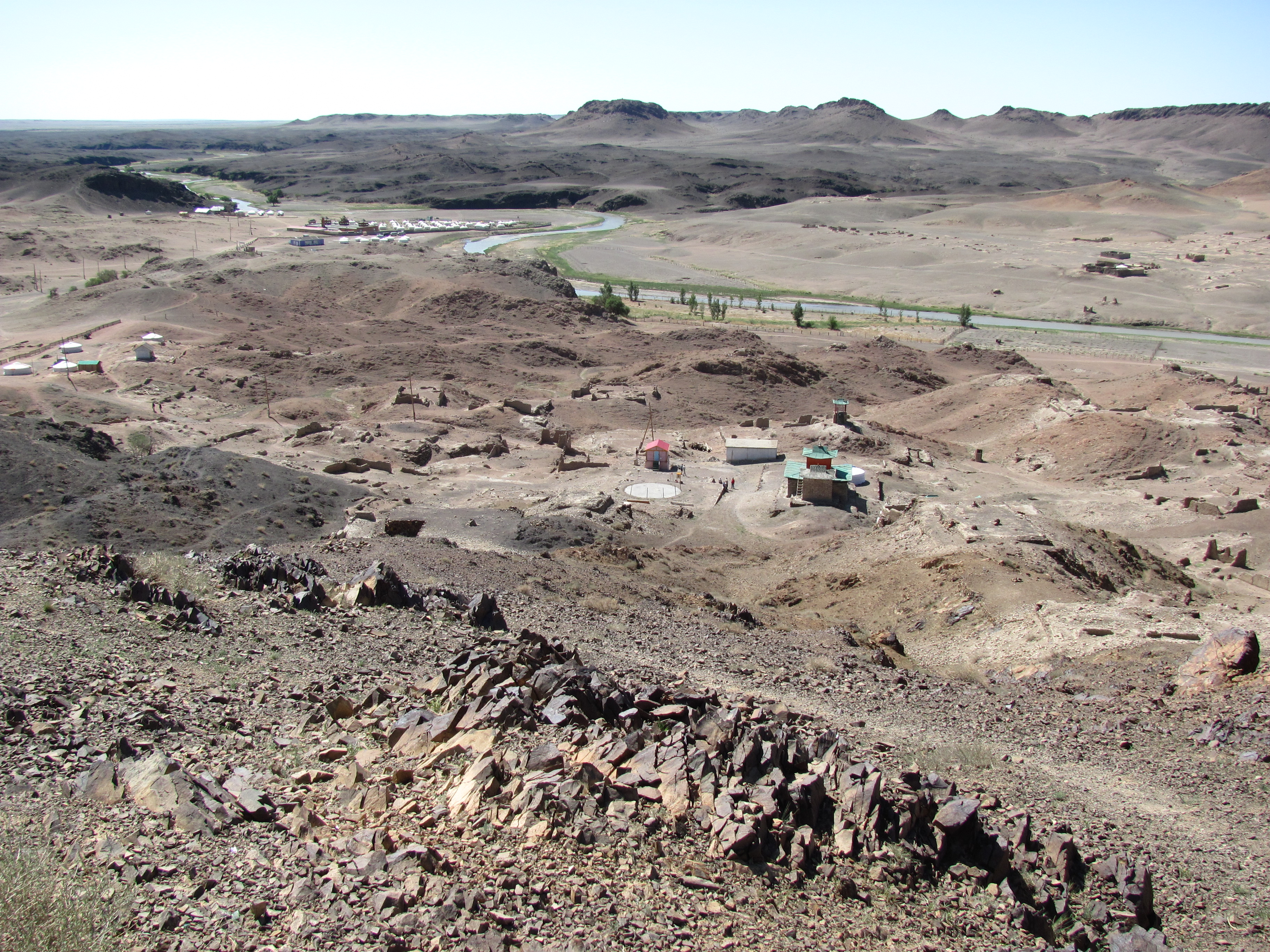
Ruinas de antigo mosteiro budista as margens do Ongi, destruído durante o governo de Khorloogiin Choibalsan.

A intensa atividade de mineração na Mongólia está ameaçando devastar os rios do país, em particular o rio Ongi. Métodos de extração, como a dragagem, desvio de rio, e o uso de canhões de água de alta pressão para desmantelar encostas além do uso de mercúrio para separação de ouro tem causado a contaminação das águas inclusive o lençol freático. Os pastores nômades tem a sua atividade ameaçada pela dificuldade de encontrar água para seus rebanhos.  Em 1988 pela primeira vez o rio secou, e reduziu o seu curso para um quarto do seu comprimento original.